# Света гора (планина)
Вижте пояснителната страница за други значения на Света гора.
Света гора или Атон (на гръцки: Άθως, Άγιο Όρος) е планина в Солунско, Гърция.

## Описание
Планината е разположена на едноименния полуостров Света гора, на който е разположена православна монашеска република, състояща се от 20 манастира и множество скитове, създадена през X век.
Името Атон е споменавано от античните автори - Аристотел, Херодот, Страбон и други. Според Есхил на Атон е запалена една от осемте клади, които бележат края на Троянската война.
Скалите ѝ са гнайс, гранити и амфиболити.
Планината е обрасла с дъбове, кестени, явори, кленове и други видове. Част е от мрежата от защитени територии Натура 2000 (1270003) и е обявена за орнитологично важно място (037). Включена е в списъка на световното наследство на ЮНЕСКО (природно и културно) в 1988 година (454).
Изкачването до върха става по два маршрута: манастирът Великата лавра (160 m) - Керасия (600 m) - скалната църква „Света Богородица“ (1540 m) - върхът, на който е параклисът „Преображение Господне“ за около 6 часа; манастирът „Свети Павел“ (130 m) - скитът „Света Анна“ (300 m) - скалната църква „Света Богородица“ (1540 m) - върхът за 8 часа.
| Име                | Име                | Височина | Местоположение                         |
| ------------------ | ------------------ | -------- | -------------------------------------- |
| Света гора, Атон   | Άθως               | 2030 m   | в Ю част на планината                  |
| Андитонас, Андитос | Αντίθωνας, Αντίθως | 1042 m   | в централната част, СИ над Дионисиат   |
| Ставрос            | Σταυρός            | 1001 m   | в Ю част, С от главния връх            |
| Циакмаки           | Τσιακμάκι          | 1540 m   | в Ю част, И от главния връх            |
| Гаванудес          | Γκαβανούδες        | 820 m    | в централната част, И над Симонопетра  |
| Кацанара           | Κατσανάρα          | 608 m    |                                        |
| Кацарис            | Κάτσαρης           | 703 m    |                                        |
| Кедра              | Κέδρα              | 801 m    | в централната част, СИ над Симонопетра |
| Криовуно           | Κρυόβουνο          | 599 m    |                                        |
| Мармарас           | Μαρμαράς           | 629 m    |                                        |
| Палиопиргос        | Παλιόπυργος        | 820 m    | в южната част, Ю от главния връх       |
| Паривуни           | Παριβούνι          | 700 m    |                                        |
| Профитис Илияс     | Προφήτης Ηλίας     | 895 m    |                                        |
| Трия Синора        | Τρία Σύνορα        | 758 m    |                                        |
| Цамандара          | Τσαμαντάρα         | 883 m    | в централната част, СИ над Симонопетра |
| Чука               | Τσούκα             | 738 m    |                                        |
| Цукниди            | Τσουκνίδι          | 648 m    |                                        |